# Вацлав I (король Богемії)
Ва́цлав I або Венцесла́в І  (лат. Wenceslaus I; бл. 1205 — 23 вересня 1253) — король Богемії (1230—1253). Представник з династії Пржемисловичів. Син богемського короля  Оттокара I. Брав участь у війні за австрійську спадщину (1246).

## Імена
- Вацлав I (чеськ. Václav I; пол. Wacław I) — у чеській історіографії.
- Венцислав I (лат. Wenceslaus I Bohemian) — у латинських документах.
- Вацлав Богемський, або Вацлав Чеський — за назвою королівства.
- Вацлав Одноокий — за прізвиськом.

## Біографія

### Ранні роки
Венцеслав I — син Пржемисла I Оттокара та його другої дружини Констанції Угорської з дому Арпадів. Подружжя мало 9 дітей, Венцеслав був п'ятою їхньою дитиною.
Повідомляють, що з дитинства Венцеслав мав замкнутий характер, любив блукати на самоті, часто нервувався. Це посилилось, коли на полюванні, яке він дуже любив, Венцеслав втратив ліве око, через що його надалі прозвали Однооким. У подальшому, згідно літописів, король Венцеслав зненавидів звук церковних дзвонів, який спричиняв у нього сильний головний біль і напади, схожі на епілептичні. Тому всюди, де він з'являвся, забороняли дзвонити у дзвони. Найімовірніше, що у нього внаслідок отриманої на полюванні травми сформувалась посттравматична епілепсія, яка мала звукову ауру.

### Коронування
Пржемисл I Оттокар хотів, щоб його сина Венцеслава визнали легітимним королем Богемії. Він сподівався, що на Празькій асамблеї чеської знаті у 1216 році хтось це запропонує, до чого мав би приєднатися брат Пржемисла I Оттокара моравський маркграф Владислав. Пржемисл I мав вдавано цьому здивуватися і погодитися. імператор Священної Римської імперії Фрідріх II, як сюзерен Богемського короля, на це згодився. Таким чином Пржемисл I Оттокар сильно поламав древній звичай дому Пржемисловичів, згідно якого мав наслідувати трон старший син. Постійні конфлікти провокувалися саме старим порядком успадкування престолу найстаршим представником дому. Хоча з часів Вратіслава I цей порядок наслідування часто порушували, Пржемисл I Оттокар хотів бути впевненим, що саме Венцеслав буде королем Богемії після нього, тому й заручився підтримкою імператора. Таким чином від наслідування були відвернуті представники бічних гілок дому Пржемисловичів.
6 лютого 1228 року Венцеслава І коронував архієпископ Майнцький, митрополит Праги як співправителя його батька. При цьому вперше не застосували древній слов'янській ритуал коронації. Тим часом батько Венцеслава добився об'єднання Богемії з Моравією, що тільки укріпило королівство.

## Події, що передували королюванню Венцеслава І
До того першим великим дипломатичним успіхом Богемії та Пржемисла стали заручини у 1219 році його восьмирічної дочки Агнеси (Анежки) з чотирнадцятирічним принцом Генріхом, сином і спадкоємцем Фрідріха II. Ця подія дуже вплинула на подальший розвиток ситуації в Богемії та, взагалі. в Європі. Але через певний час заручини скасував Фрідріх II. У Нюрнберзі 29 листопада 1225 року, за наказом свого батька, Генрі одружився з Маргарет, дочці герцога Леопольда VI Австрії, жінці, яка була на сім років старша від нього. Молодий король Генріх швидко втомився від своєї дружини Маргарити, котра крім того, що була набагато старшою від нього, все ще очікувала на сплату свого посагу — важлива обставина для чоловіка, якому завжди бракувало грошей. Сталося так, що герцог Людовік Баварський, одружений з чеською князівною, повернув собі прихильність Генріха й використав свій вплив, аби намовити молодого чоловіка зірвати союз з Бабенбергом задля відновлення дружніх стосунків з Пржемисловичами. Оскільки стосунки Генріха з його батьком погіршувалися, а молодик нетерпляче прагнув влади, намови герцога, звісно, впали на добрий ґрунт. Союз із Богемією здавався найкращим виходом. Усе полегшувалося тим, що молодий король був насправді закоханий у чеську принцесу і глибоко шкодував, що переніс свої почуття на Маргариту. 1231 року Генріх відкрито заявив про свій намір розлучитися з дружиною й узяти шлюб з Агнесоюю. Ця новина перелякала багатьох німецьких князів і через можливі політичні наслідки. Проте імператор, котрий не міг зважитися на відкриту ворожнечу з могутнім австрійським герцогом, негайно зреагував і сплатив посаг Маргарити з власної кишені. Генріх поступися умовлянням й скорився своєму батькові.
Зневірена у земному коханні Агнеса твердо вирішила зректися світського життя. Вона обрала суворий статут ордену святої Клари, найпалкішої послідовниці святого Франциска, і пішла в монастир, що його Клара заснувала в Празі. Вона належала до першого покоління послідовників святого Франциска і була серед тих, хто намагався якнайсуворіше дотримуватися ідеалів бідності та самозречення смиренного святого з Ассізи. Упродовж двадцяти років Агнеса була близькою подругою святої Клари. Вона поділяла з монастирем завдання поширення ідеалів святого Франциска у Центральній та Східній Європі, надихнувши заснування нового чеського ордену Лицарів Хреста. Але те, що принцеса Агнеса покинула двір і громадське життя та пішла в монастир, не вгамувало австро-богемського конфлікту.

### Початок самостійного королювання

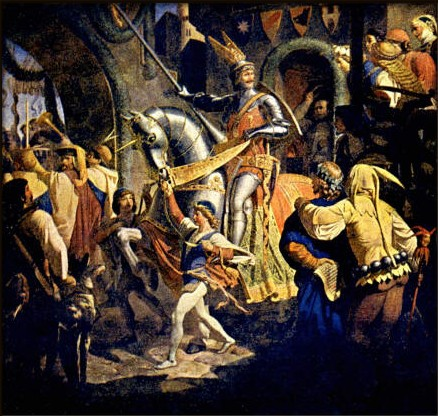
Король Вацлав I їде на лицарський турнір. Картина Карела Свободи (1824—1870 роки).

Венцеслав 1224 року оженився на дочці римського короля Філіпа Швабського Кунігунді, з якою його обручили у віці семи років, коли їй було лише два. Подружня пара в подальшому мала п'ятьох дітей.

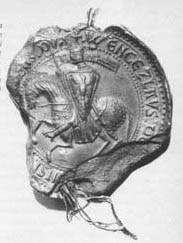
Печатка Вацлава I.

15 грудня 1230 року батько Венцеслава І Пржемисл I Оттокар загинув, і Венцеслав став повноцінним королем Богемії. Спочатку на його королювання великий вплив мала мати та сестра. Інвеституру від імператора він отримав тільки 1231 року, звернувшись до нього із цим проханням не особисто, а через послів. Це показало, як далеко пішла Богемія: інвеститура, яка щоразу провіщала бурю в богемській історії, постійно надаючи імператорам слушну нагоду втручатися у богемські справи, перетворилася тепер на звичайнісіньку формальність.
Його раннє правління було хитким через загрозу, яка існувала для Богемії від Фрідріха II Бабенберга, герцога Австрійського, мстивого і безпринципного володаря, якій успішно уклав союз з маркграфом Моравії та власним братом короля Венцеслава I. З його допомогою герцог планував помститися за спустошення Австрії та повалити короля. Експансіонізм герцога викликав заклопотаність і протести й від ряду інших правителів. У 1236 році імператор Фрідріх II взявся воювати проти Ломбардської ліги. Імператор зажадав аби Венцеслав та інші правителі-васали Священної Римської імперії дали йому частину своїх військ для його військових зусиль. Венцеслав очолив групу цих правителів, які висловили своє небажання відводити будь-які війська з-під захисту своїх територій, посилаючись на страх вторгнення Австрійського герцога. Вони попросили імперського втручання в цю ситуацію. Успіх супроводжував герцога Австрійського, доки раптова хвороба не змусила тимчасово припинити воєнні дії, а бунтівний маркграф був змушений підкоритися братові Венцеславу. Задерикуватий герцог невдовзі потрапив у скрутне становище з угорцями, які уклали союз із чехами, і в 1235 р. обидва королі, Андрій II та Венцселав І, разом почали спустошувати австрійські землі.
У червні 1236 року імператор проголосив імператорський бан відносно герцога Австрії. Імперські війська, послані проти герцога, змусили його втекти з Відня до Вінер-Нойштадта. Імператор оголосив пряме імперське правління в Австрії і Штирійському герцогстві, яке надало прихисток герцогу Австрійському. Венцеслав I був не задоволений цим очевидним розширенням прямого імперського правління настільки близько до кордонів Богемії. В результаті Венцеслав I і герцог Австрійський уклали союз проти імператора. Імператор вирішив відкликати бан у 1237 році, аби загасити цей відкритий фронт проти нього. Венцеслав зміг домовитися про розширення Богемії на північ від Дунаю. Венцеслав і герцог Австрійський знайшли іншого союзника — Оттона II Світлішого Віттельсбаха, герцога Баварії. У червні 1239 року Венцеслав і Оттон II покинули рейхстаг в Егері, діставши відмову у відлученні імператора Фрідріха II від влади і обранні антикороля. У 1245 році папа римський Інокентій IV оголосив Фрідріха II та його сина Конрада IV Німецького недійсними володарями Німеччини й Священної Римської імперії. Тільки у 1246 році Генріха Распе, ландграфа Тюрингії обрали королем Німеччини в опозицію до імператора Фрідріха II і Конрада IV Німецького.

### Вторгнення монголів

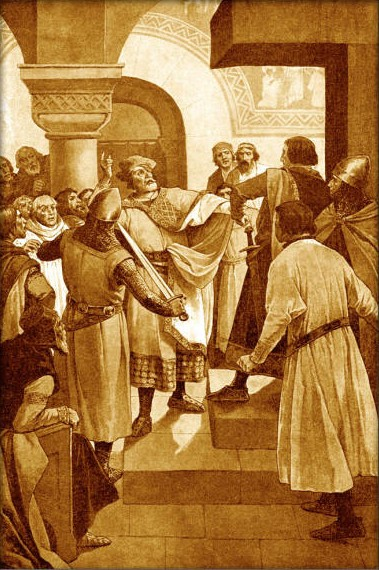
Конфлікт між Венцеславом I та імператором Фрідріхом II. Картина Венцеслава Черні, XIX століття.

Фрідріх II перебував тоді на вершині своєї могутності, придушивши опір в Німеччині та змусивши міста Ломбардії визнати його суверенітет. Можливо, він плекав наміри знову звести Богемію до її колишнього приниженого становища в імперії. Це пояснило б, чому Венцеслав І приєднався на деякий час до папської партії. Але через традиційні симпатії до Гогенштауфенів він вагався і невдовзі повернувся до імператорської партії. Однак конфлікт із Фрідріхом Австрійським, який тепер примирився з імператором, тривав далі, і тільки загальна загроза для Центральної Європи з боку монголів змусила двох суперників дійти згоди. Австрійський герцог погодився на шлюб своєї племінниці Гертруди з Владиславом, сином Венцеслава I (1241 рік).
Монголи, які сплюндрували Сілезію, на щастя, не здолали перевалів, що вели до Богемії та Відня. Певну заслугу в цьому сучасники побачили у вдалих військових діях Венцеслава I, що тільки надало йому більшого авторитету. Спустошення зазнали лише Моравія та частково Австрія. Після цього монголи на чолі з Бату-ханом змогли по льоду перейти Дунай та ввергнутися до Угорщини. Там монголи хотіли накопичити сили для подальшого вторгнення до Європи, але Бату-хан отримав звістку про смерть Великого хана Уґедея та об'яву Курултая для виборів нового Великого хана. Бату-хан повернувся до Монголії, а після виборів Великого хана (обрали Гуюка), похід монголів на Європу припинили.

## Післямонгольські чвари
Коли монгольська небезпека минула, конфлікт з Австрією відновився. Здається, що Фрідріх II по смерті своєї дружини-англійки сам звернув свої думки, якщо й не почуття, до Гертруди, маючи на оці австрійські землі для зміцнення політики свого роду в Німеччині. Вважають, що 1245 р. він пообіцяв герцогу Фрідріху піднести Австрію та Штирію до рангу королівства. Наразившись на цю нову небезпеку, Венцеслав І тримався папи Інокентія IV та його кандидата на імператорський трон Вільгельма Голландського. На його щастя, Фрідріх Австрійський раптово помер під час нової війни з угорцями у 1246 році. Чеський князь Владислав побрався з Гертрудою, але через кілька місяців після весілля помер ймовірно від природних причин.

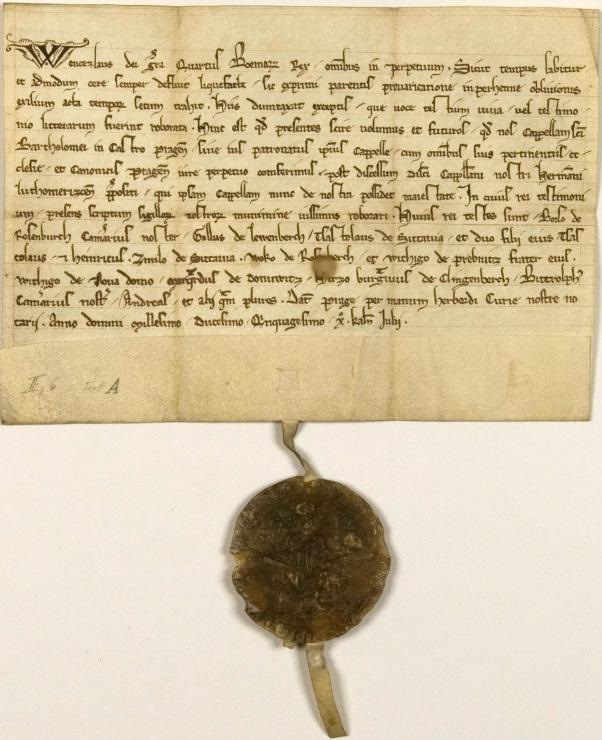
Дарча грамота 1250 року короля Вацлава I костьолу Святого Віта у Празі.

Це було ударом для чеського короля, якого незабаром спіткала інша невдача — заколот чеської знаті, незадоволеної його пропапською політикою. Чеські гібеліни обрали маркграфа та правителя Моравії, королівського сина Пржемисла, співправителем. Громадянська війна тривала до 1250 року, коли Венецслав І примирився зі своїм сином. Ця боротьба була відгомоном на богемському ґрунті конфлікту між гвельфами й гібелінами і закінчилася вирішальною перемогою гвельфів та їхньої пропапської програми.
Проте цей поворот у політиці зрештою допоміг королю Венцеславу здійснити свої наміри щодо Австрії. У 1251 році помер другий чоловік Гертруди, Герман Баденський, і чеські перспективи в Австрії знову значно покращилися. Правителя Моравії Пржемисла обрали герцогом Австрії і за допомогою племінника чеського короля, архієпископа Зальцбурзького, він зміг перебрати владу над герцогством. Щоб підтвердити свої претензії та придушити будь-яку можливу опозицію, Пржемисл вирішив одружитися з удовою імператора Генріха VII Маргаритою, хоч вона за віком годилася йому в матері та мала серйозні наміри піти в монастир. Нерівну пару поєднав політичний шлюб у 1254 році.
Ускладнення виникли з Белою IV Угорським, котрий вимагав Штирію, політично об'єднану з Австрією. Після кількох кривавих сутичок завдяки втручанню курії підписали мирну угоду, за якою Австрія та частина Штирії відходили до Пржемисла, а решта Штирії — синові Бели, Іштвану (Стефану).
Помер Венцеслав I 23 вересня 1253 року в Кралув-Двурі. Його серце і кишечник зберігали в Кралув-Двурському костьолі Святої Марії, а тіло поховали в Анежському монастирі.
Венцеслав I є героєм романів чеської письменниці Людмили Ванкової «Лихі роки» (1978 рік), «Спадкоємці Золотого короля» (1979 рік), «Жебрак зі срібною палицею» (1987 рік), які входять до тетралогії «Лев і троянда».

## Результати правління Венцеслава I

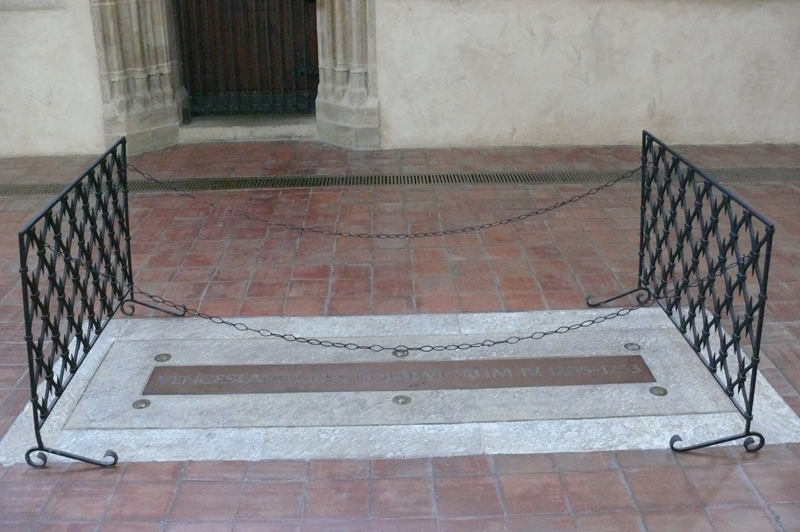
Місце поховання Венцеслава I в Анежському монастирі.

За час його правління Богемія дійшла до розвиненого готичного стилю життя, сформувалась культура лицарських турнірів, набула популярності придворна поезія і пісні. Його правління пов'язане з укріпленням чеської державності, набуттям все більшого впливу в Європі, зростанням сили чеської знаті, покращенням та інтенсифікацією будівництва, міського розвитку, торгівлі та ремесел.
Венцеслав, як його батько і, в подальшому, син, сприяли приходу етнічних німців в країну. Венцеслав був також першим королем, що надав пільги євреям, які платили за це, однак, значні суми.

## Сім'я
Дружина — Кунігунда (1200—1248), донька Пилипа Гогенштауфена, герцога Швабії.
Діти:
- Владислав (1228—1247 роки).
- Оттакар (1230—1278 роки).
- Божена (Беатріс) (1231—1290 роки), дружина Оттона III Асканія, маркграфа Бранденбурзького.
- Агнес (д/н-1268 рік), дружина Генріха III Веттіна, марграфа Мейсенського.
- Не іменована дочка, яка померла без хрещення[4].

## Королівські міста ймовірно засновані за часів правління Вацлава I

### Богемія (Чехія)
- Штрібро, 1240 рік.
- Локет, 1240 рік.
- Жатец, 1240 рік.[5]
- Старе Місто, 1240 рік (надав права міста).
- Хеб, 1250 рік.

### Моравія
- Їглава, 1240 рік.
- Оломоуц, 1240 рік.
- Брно, 1238—1240 роки.
- Пршеров, 1248 рік.